# Angellie Urquico
Angellie G. Urquico (Marikina, 22 de julio de 1992), es una actriz y cantante filipina. Fue ganadora del gran Premio "Little Big Star temporada 2" en 2006.

## Carrera
Su carrera artística comenzó, tras participar en un concurso de canto del evento "Little Big Star", un programa televisivo transmitido por la red de ABS-CBN. En la que obtuvo el primer lugar, recibiendo su primer premio a manos de la cantante Sarah Geronimo. Anteriormente Angellie, ya se dedicaba al canto presentándose en diferentes eventos de acontecimientos como en fiestas de 15 años, matrimonios y reuniones familiares. Más adelante, antes de competir en Little Big Star, ella también ya había competido en otros concursos televisivos de canto como en Batang Vidaylin en ABC-5 (actualmente canal TV5) y Duet Bulilit en ABS-CBN. También participó y compitió en un programa de espectáculos llamado MTB. 
Después de haber obtenido su primera gran victoria en el "Little Big Star", las oportunidades se le abrieron las puertas hacia el éxito. Angellie debutó después como actriz, en su primera tele-serie titulada "Maalaala Mo Kaya", protagonizada por el actor y cantante Piolo Pascual. También debutó como actriz en su primera película titulada "Praybeyt Benjamin". Apareció en una película independiente titulada, Astig, protagonizada por Dennis Trillo y en otra película titulada "Ugat Sa Lupa".
El 15 de mayo de 2010, Angellie pasó a formar parte de una banda musical femenina llamada Pop Girls y tras su separación del grupo, como solista lanzó su primer álbum homónimo con un total de 10 canciones. También interpretó una canción titulada "Te Amo", temas musical perteneciente al actor, cantante y compositor Willie Revillame, que fue interpretada para una teleserie titulada "P.S. I Love You", que fue producida y transmitida por la red TV5.

## Filmografía

### TV Shows
| Año          | Show                                | Personaje             |  |
| ------------ | ----------------------------------- | --------------------- |  |
| 2006         | Little Big Star                     | Herself/Contestant    |  |
| 2006–present | ASAP                                | Herself/Performer     |  |
| 2007         | Sineserye Presents: May Minamahal   | Pinky Tagle           |  |
| 2007         | Maalaala Mo Kaya: Dream House       | Rian                  |  |
| 2008         | Palos                               | Young Sylvia          |  |
| 2009         | Squalor                             | Mameng                |  |
| 2009         | Maalaala Mo Kaya: Teacher           | Tara's Sister         |  |
| 2010         | Maalaala Mo Kaya: Bahay             | Joy                   |  |
| 2010         | Maalaala Mo Kaya: Marriage Contract | Mark's Sister         |  |
| 2010         | Maalaala Mo Kaya: Parol             | Young Judy            |  |
| 2011         | Maalaala Mo Kaya: Tulay             | Young Eva             |  |
| 2012         | Maalaala Mo Kaya: Kalendaryo        | Pinky Chavez          |  |
| 2015         | MTV Pinoy (Celebrity VJ)            |                       |  |
| 2016         | Class 3C Has A Secret               | Freya & Tania (twins) |  |
| 2017         | Someone to Watch Over Me            | Queenie               |  |

### Películas
| Año  | Película                          |
| ---- | --------------------------------- |
| 2009 | Astig                             |
| 2009 | Ugat Sa Lupa                      |
| 2011 | The Unkabogable Praybeyt Benjamin |
| 2014 | The Amazing Praybeyt Benjamin     |
| 2015 | Your Place or Mine?               |
| 2015 | Para sa Hopeless Romantic         |